# ヴァイシャ

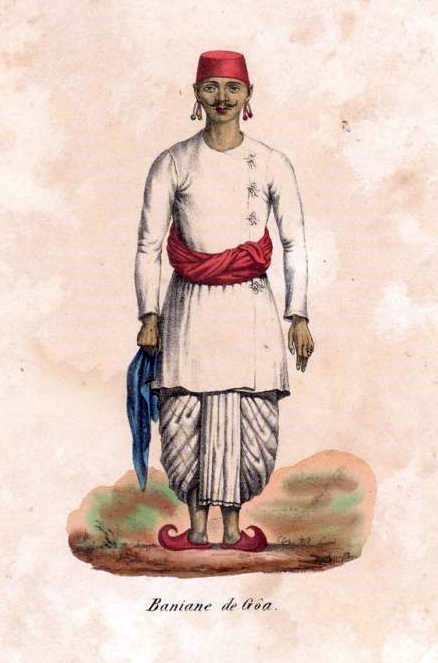
ゴアの商人（1800年）

ヴァイシャ（वैश्य、vaiśya、吠舎）はインドのヴァルナ制度で第3の庶民階級のことである。

## 概要
紀元前2世紀から紀元後2世紀にかけて成立したとされる『マヌ法典』では、農業、牧畜、商業に従事することが義務づけられている。「ヴァイシャ」という語は、前期ヴェーダ時代（紀元前1500年頃－紀元前1000年頃）にアーリヤ人の氏族、部族を意味した「ヴィシュ」に由来するといわれている。バラモン、クシャトリヤの上位ヴァルナを貢納によって支える義務を有し、のちには主として商人を指すようになった。
土着金融機関のほとんどは、幾世紀もヴァイシャにより世襲されてきた。それは口伝と実践で継承されてきた。経営の実態は多岐にわたる。完全に銀行業務を担うもの、商業と兼業するもの、預金を公衆から受け入れるものと決まったカーストに限定するもの、手形等資金の移動手段において古いものと近代的なもの、実にさまざまである。ヴァイシャが支えてきたインド固有の金融制度は、インド準備銀行の設立と外国銀行の進出を阻んだ。イギリス政府はヴァイシャ金融の手形に高額の印紙税を課すなどして彼らを弱体化させてゆき、土着金融は戦後も衰退していった。

## 歴史のなかのヴァイシャ
後期ヴェーダ時代（紀元前1000年頃－紀元前600年頃）に部族内部において階層分化が進み、司祭者（バラモン）と王侯・武士（クシャトリヤ）の2つのヴァルナが成立すると、農業、牧畜、商業を営んでいた部族の庶民はヴァイシャとして位置づけられた。しかし、第4ヴァルナのシュードラとは異なり、「再生族」（ドヴィジャ）の一員に位置づけられた。
リグ・ヴェーダの創造讃歌『プルシャ・スークタ（原人の歌）』(en)は、4つのヴァルナ（社会的身分）が生まれた由来を問い、その答えのなかで次のように説明している。
神々が原人を切り分かちたるとき
いくつの部分に切り離したるや。
その口は何に、両腕は何になりたるや。
その両腿は、その両足は何とよばれるや。
その口はバラモン（司祭）となれり。
その両腕はラージャニヤ（武人）となれり。
その両腿からはヴァイシャ（農民、商人）、
その両足からはシュードラ（奴隷）生じたり。
「ヴァルナ」の原義は「色」であり、上位からそれぞれ白、赤、黄、黒の4色である。すなわち、ヴァイシャ階級は色としては黄色で示される。
『マヌ法典』にしたがえば、バラモンはヴェーダを学び、これを教え、また、神々への祭祀をおこなわなければならない。クシャトリヤ（ラージャニヤ）は人びとを守り、そしてヴェーダを学ばなければならない。ヴァイシャは牛を飼い、土を耕し、商業を営み、金銭を扱い、そして、やはりヴェーダを学ばなければならない。このように、ヴァイシャはヴェーダの祭式に参加する資格を与えられており、8歳から12歳にかけてヴァイシャを含む上位3階級の男子は、その階級の一員になったことを示す聖なる紐をかけられる儀式に参加する。これによって彼らは幼年時代を終え、「学生」の生活にはいる。しかし、シュードラは他の3階級に仕えることを本分としており、ヴェーダを学ぶことは許されていない「一生族」（エーカジャ）である。なお、農業は、すべての階級やジャーティに開かれている活動とされている。
後世、農業、牧畜に従事する庶民がシュードラとみなされるようになってくると、ヴァイシャはおもに商人（金融業ふくむ）階級をさす語となり、現代では、商人カーストに属する多くがヴァイシャに属している。ヴァイシャはしたがって、ヴァルナの序列としては3番目であるが、経済力のある者が多く、ヴァルナ全体としても富裕である。
ジャイナ教の信者はその教義、とくに徹底した不殺生（アヒンサー）の教えからヴァイシャ階級に属する者が大多数を占める。